# Milan Jurdík
Milan Jurdík (Považská Bystrica, 8 novembre 1991) è un calciatore slovacco, attaccante del Schrems.

## Palmarès

### Club

#### Competizioni nazionali
- 2. Liga: 1

WSG Swarovski Tirol: 2018-2019